# ブラタシン
ブラタシン (bullatacin) は、バンレイシ科植物の果実の一部に含まれているビス(テトラヒドロフラノイド) 脂肪酸ラクトンの一つ。アセトゲニン類として知られる化合物群の一種である。